# Década de 1770
Séculos: Século XVII - Século XVIII - Século XIX
Décadas: 1740 1750 1760 - 1770 - 1780 1790 1800
Anos: 1770 - 1771 - 1772 - 1773 - 1774 - 1775 - 1776 - 1777 - 1778 - 1779